# コリンヌ・リュシェール
コリンヌ・リュシェール（フランス語: Corinne Luchaire, 1921年2月11日 - 1950年1月22日）は、フランスの女優。本名はロジータ・クリスティアーヌ・イヴェット・リュシェール（フランス語: Rosita Christiane Yvette Luchaire）。

## 来歴
パリで生まれる。父は政治家でジャーナリストのジャン・リュシェール。母は画家。父方の祖父は歴史家で作家、母方の祖父は画家、曽祖父は哲学者という一族の中で育つ。演劇に興味を持ち、中等教育を3年で止め、俳優兼映画監督のレイモン・ルーローから演技を学ぶ。16歳のときに父方の祖父ジュリアン・リュシェールが彼女のために書いた劇で本格的にデビュー。1938年の映画『格子なき牢獄』で世界的な注目を浴びる。その後数本の映画に主演したが、病弱だった彼女は結核に罹り、1940年のイタリア映画Abbandonoを最後に演技から遠ざかった。

## 私生活
父親は親独派として知られていた。父親の名付け親は当時オーストリア＝ハンガリー帝国領民だったハンガリー人の銀行家でもあるなど、欧州中を行き来して暮らす、裕福で国際的な一家であった。幼少時に母親がドイツの政治家グスタフ・シュトレーゼマンの愛人となり、コリンヌを連れてドイツに出奔したこともあった。他方で父親も女優マリー・ベルなどと関係を持つなど放埓な家庭環境だった。
少女期にシュトレーゼマンの友人で親ナチの銀行家クルト・フォン・シュレーダー男爵に見初められ、シュレーダーの邸宅に引き取られる。シュレーダーの周囲のナチ幹部とそこで親しくなったという。父親の親友でもあり、父親の秘書シュザンヌを妻にしていたドイツの駐仏大使オットー・アベッツともシュレーダー邸で知り合う。コリンヌとアベッツは1939年まで愛人関係にあった。
1941年に療養先のモンブランの麓の保養地ムジェーヴでフランス貴族のギ・ド・ヴォワザン＝ラヴェルニエール（Guy de Voisins-Lavernière）と結婚したが、同地出身のスターでスキーの世界王者エミール・アレーとの不倫関係が破綻したあとに自殺未遂事件を起こし、離婚。パリに戻った。
父親がドイツ占領下の新聞界において独裁的な権力者になっていたことから、その後ろ盾のもとでヴィシー政権の華やかなシンボルとして社交界で奔放な生活を送り、歌手のシャルル・トレネらと交際する。1944年5月10日にオーストリア人のドイツ空軍将校との間に娘(ブリジット・リュシェールと名づけられ、長じてのちにフランス貴族と結婚)を儲ける。
しかし運命は暗転し、1944年8月のパリ解放の後、自殺を図ったが死にきれず、父親とヴィシー政権閣僚とともにドイツ・ジグマリンゲンに移送される。その後、父親と共にイタリアのメラーノに逃れるが、1945年5月に逮捕される。ヴィシー政権の亡命政府の閣僚になっていた父親は1946年2月に銃殺刑となり、彼女は対独協力の罪で投獄される。1948年に釈放され、1949年に自伝を出版した。イタリアでの映画出演の話もあったが、再び結核に倒れ1950年1月に死去。

## 日本での人気
『格子なき牢獄』は1939年に日本で公開されて大ヒットし、リュシェールは当時の知的階級の青年たちの間で一躍人気を集めた。この作品は戦後も幾度となく再上映された。
戦中戦後に公開された当時に彼女に夢中になった青年たちは戦後の彼女の消息を常に気にかけており、「釈放された後、アルジェリアに渡って娼館を開いて生き延びている」という噂もあったという。おそらくこの噂の出所は、遠藤周作が伊達龍一郎名義で『オール讀物』（文芸春秋新社）1954年8月号に発表した小説「アフリカの体臭—魔窟にいたコリンヌ・リュシエール」だと推定される。
1977年1月にこの作品がNHK教育で放送された際、ゲスト出演した遠藤周作は「（コリンヌ・リュシェールは）われわれの青春時代の象徴である」と語っている。
1980年には鈴木明が『コリンヌはなぜ死んだか』というノンフィクションを発表し、話題になる。
戦中派、昭和一桁世代からの熱心な支持は1988年に週刊文春がおこなった「わが青春のアイドル・ベスト150」アンケート・海外女優部門で彼女が堂々の3位に入ったことにも現れている。

## 出演映画
| 公開年 | 邦題 原題                                      | 役名       | 備考                        |
| ------ | ---------------------------------------------- | ---------- | --------------------------- |
| 1938   | 格子なき牢獄 Prison sans Barreaux              | ネリー     | モギ監督                    |
| 1938   | 格子なき牢獄 Prison Without Bars               | シュザンヌ | 英語リメーク版 ハースト監督 |
| 1938   | 美しき争ひ Conflit                             | クレール   |                             |
| 1939   | 郵便配達は二度ベルを鳴らす Le Dernier Tournant | コーラ     |                             |
| 1939   | 第三の接吻 Cavalcade d'amour                   | ジュニー   |                             |